# 「新」経世済民新聞
「新」経世済民新聞は、ダイレクト出版株式会社傘下の株式会社経営科学出版が運営する経済メディアである。

## 概要
三橋貴明が編集長を務める経済メディアであり、個人名義で記事が投稿される。記事は、無料でWebサイト上に公開される。Webサイト上に広告はなく、映像や解説音声などの有料サービスで収益を上げるモデルである。YouTubeにも、無料で動画を投稿している。

## 論調
現代貨幣理論を支持している。

## 著者一覧
- 三橋貴明（経世論研究所 所長）
- 藤井聡（元内閣官房参与 / 京都大学大学院教授）
- 佐藤健志（作家 / 評論家）
- 施光恒（九州大学准教授）
- 島倉原（評論家 / クレディセゾン主任研究員 / 日本経済復活の会）
- 上島嘉郎（ジャーナリスト）
- 平松禎史（アニメーター / 演出家）
- 小浜逸郎（評論家 / 国士舘大学客員教授）
- 浅野久美（月刊三橋パーソナリティ / チャンネル桜キャスター）
- 竹村公太郎（元国土交通省 / 日本水フォーラム事務局長）
- saya（歌手 / チャンネル桜キャスター）